# هادی دولت‌آبادی
سید هادی دولت‌آبادی معروف به حاج میرزا سید هادی دولت‌آبادی (۱۲۴۷–۱۳۲۶ هجری قمری) روحانی، نویسنده و رهبر جامعه ازلیان و سرسلسله خاندان دولت‌آبادی بود.
او در دولت‌آباد اصفهان به دنیا آمد. تحصیلات دینی خود را نخست در دولت‌آباد و اصفهان و سپس در سامرا و کربلا به ترتیب نزد میرزای شیرازی و شیخ زین العابدین مازندرانی انجام داد.

## پیشوایی ازلیان
وی در سالهای نوجوانی به بابیان پیوست و بعدها از طرف یحیی صبح ازل نوری، لقب اسم‌الله الودود را دریافت نمود. سید میرزا هادی دولت‌آبادی اگرچه از مجتهدین مؤثر محلی و مشهور به رهبری شاخه ازلی بابیه و نماینده صبح ازل در ایران و جانشین وی بود در اصفهان صاحب مسجد بود. و ریاست مدرسهٔ علمیه جلالیه را نیز در دست داشت او با سید جمال الدین اسدآبادی در اتحاد اسلام همکاری داشت.
صبح ازل سید هادی دولت‌آبادی را به عنوان جانشین خود و پیشوای ازلیان تعیین کرده بود، اما دولت‌آبادی ۳ سال پیش از صبح ازل، فوت کرد. صبح ازل، پس از مرگ دولت‌آبادی، پسر او میرزا یحیی دولت‌آبادی را به عنوان جانشین خود و رهبر جامعهٔ ازلی گماشت؛ ولی میرزا یحیی، وقت خود را بیشتر، صرف آموزش و ادبیات کرد. دربارهٔ میزان درگیر بودن او در سازمان‌دهی فعالانهٔ ازلیان، شواهد اندکی وجود دارد. میرزا یحیی، مطالب چندانی دربارهٔ موضوعات بابی ننوشت و به جای پذیرش رهبری دینی، نقش یک اصلاحگر سکولار را برگزید. بابیهٔ ازلیه با درگذشت ازلیانی که در انقلاب مشروطه، فعال بودند، وارد رکودی شد که هرگز از آن، التیام نیافت و در دوره‌ای نه چندان طولانی، اثرگذاری خود را از دست داد.

## بازماندگان
میرزا هادی ابتدا با خاتمه بیگم که در سال ۱۳۲۳ق فوت کرد وصلت کرد. در اواخر عمر خود، هنگامی که همسرش گرفتار بیماری مزمنی شده بود با مرضیه خانم (ملقب به مونس آغا) که از اقوامش بود ازدواج کرد. فرزندان او (شش پسر و سه دختر) به ترتیب، عبارتند از: میرزا احمد، میرزایحیی، میرزاعلی محمد، میرزا مهدی، میرزا محمدعلی، میرزا رضا و صدیقه (از همسر نخست)؛ فخرتاج و قمرتاج (از همسر دوم). قمرتاج دولت‌آبادی با عبدالحسین صنعتی‌زاده ازدواج کرد. میرزا مهدی، یک پسر به نام عبدالحسین مشهور به حسام الدین دولت‌آبادی داشت که نمایندهٔ اصفهان در مجلس شورای ملی، شهردار تهران و معاون نخست‌وزیر شد. او سه پسر به نام‌های مهدی، هوشنگ و بیژن و دخترانی به نام‌های شیوا دولت‌آبادی و پروین دولت‌آبادی داشت.